# Жан Віржилі
Жан Віржилі Тенас (кат. Jan Virgili Tenas; нар. 26 липня 2006) — іспанський футболіст, вінгер клубу «Барселона Б».

## Клубна кар'єра
Займався футболом в системі «Хімнастіка», звідки 2024 року перейшов до академії «Барселони». 25 січня 2025 року дебютував за резервну команду в матчі Прімери Федерасьйон проти «Оренсе». 19 березня продовжив контракт з «Барселоною» до літа 2027 року. 29 березня 2025 року в поєдинку проти клубу «Культураль Леонеса» забив свій перший гол у кар'єрі.
В сезоні 2024–25 з молодіжною командою «Барселони» (до 19 років) став переможцем Юнацької ліги УЄФА.

## Кар'єра в збірній
В червні 2025 року потрапив в заявку збірної до 19 років на юнацький чемпіонат Європи в Румунії. На турнірі провів чотири матчі, відзначившись по голу проти збірних збірної Чорногорії та Німеччини, а його команда дійшла до фіналу, де поступилась нідерландцям.

## Статистика виступів
Станом на 24 травня 2025 
| Клуб              | Сезон             | Чемпіонат           | Чемпіонат | Чемпіонат | Кубок | Кубок | Єврокубки | Єврокубки | Інші  | Інші | Всього | Всього |
| Клуб              | Сезон             | Дивізіон            | Матчі     | Голи      | Матчі | Голи  | Матчі     | Голи      | Матчі | Голи | Матчі  | Голи   |
| ----------------- | ----------------- | ------------------- | --------- | --------- | ----- | ----- | --------- | --------- | ----- | ---- | ------ | ------ |
| Барселона Б       | 2024–25           | Прімера Федерасьйон | 17        | 4         | —     | —     | —         | —         | —     | —    | 17     | 4      |
| Всього за кар'єру | Всього за кар'єру | Всього за кар'єру   | 17        | 4         | 0     | 0     | 0         | 0         | 0     | 0    | 17     | 4      |

## Досягнення
«Барселона» (мол.)
- Переможець Юнацької ліги УЄФА: 2024–25[16]